# Glottalisierung
Als Glottalisierung bezeichnet man eine Form der Artikulation, bei der ein Sprachlaut unter gleichzeitiger Verengung oder gleichzeitigem Verschluss der Stimmritze (oder Glottis) gebildet wird. 
Wenn die Glottalisierung durch eine Verengung statt eines vollständigen Verschlusses realisiert wird, resultiert dies in niederfrequenten, unregelmäßigen Stimmbandschwingungen, die sich im Sprachsignal als Knarrstimme (engl. creaky voice, auch: Laryngalisierung) manifestieren. Manche Phonetiker unterscheiden deshalb zwischen Glottalisierung und Glottalverschlusslaut, wobei diese Unterscheidung mehr oder weniger subjektiven Kriterien unterliegt.
In der IPA-Lautschrift wird Knarrstimme bzw. Glottalisierung durch eine untergesetzte Tilde (◌̰, Unicode COMBINING TILDE BELOW U+0330) gekennzeichnet. 
Die regelhafte Glottalisierung am Vokalansatz ist ein phonetisches Merkmal, durch das sich das Deutsche von manchen anderen Sprachen, wie etwa dem Englischen, unterscheidet. Die Glottalisierung kann als sekundäre Artikulation vorkommen, nämlich wenn sie die Artikulation eines Sprachlautes, wie etwa eines Verschlusslautes, begleitet.
Der Verschluss der Glottis spielt auch bei der Bildung von Ejektiven eine Rolle.